# Laimdota Straujuma

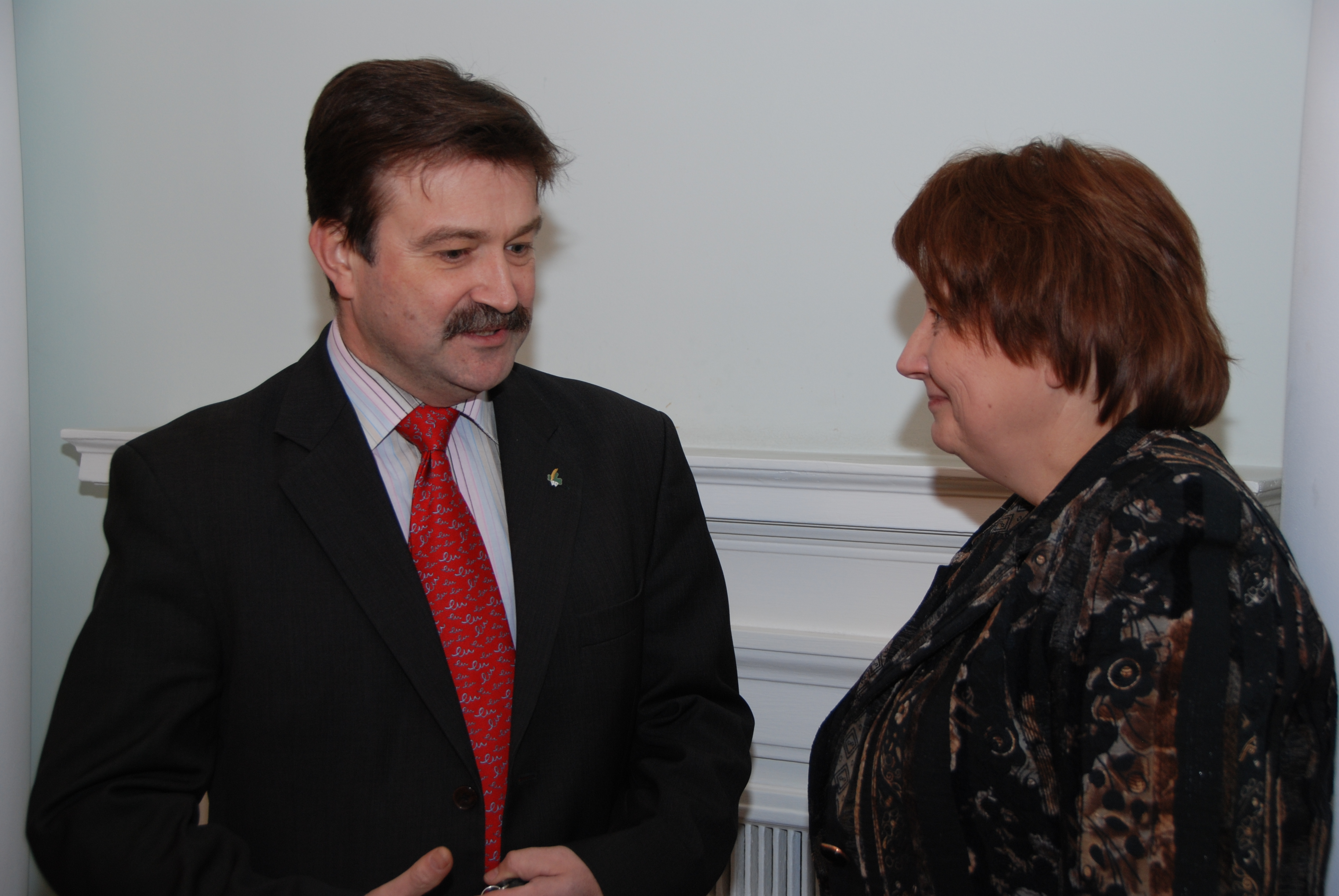
Mārtiņš Roze i Laimdota Straujuma (2010)

Laimdota Straujuma (ur. 24 lutego 1951 w Mežvidu pagasts w gminie Kārsava) – łotewska ekonomistka, urzędnik państwowy i polityk, od 2011 do 2014 minister rolnictwa, w latach 2014–2016 premier Łotwy.

## Życiorys
W latach 1968–1973 studiowała matematykę na wydziale matematyki i fizyki Uniwersytetu Łotwy w Rydze. W 1987 rozpoczęła aspiranturę z dziedziny ekonomii rolnictwa na Łotewskiej Akademii Rolniczej w Jełgawie. W 1992 obroniła pracę doktorską z dziedziny ekonomii poświęconą wykorzystaniu zasobów produkcyjnych w łotewskich przedsiębiorstwach. Odbywała kursy specjalistyczne w Danii, Finlandii, Wielkiej Brytanii i Belgii.
Pracowała w instytucie ekonomicznym Łotewskiej Akademii Nauk, a na początku lat 90. w spółce prawa handlowego. Między 1993 a 1998 była dyrektorem wydziału, zastępcą dyrektora i wiceprezesem zarządu centrum doradztwa rolnego, następnie do 1999 pełniła funkcję prezesa zarządu i dyrektora tej instytucji. Pełniła obowiązki zastępcy sekretarza stanu i sekretarza stanu w Ministerstwie Rolnictwa (odpowiednio w latach 1999–2000 oraz 2000–2006). Była członkinią rady nadzorczej banku hipotecznego „Latvijas Hipotēku un zemes banka” (2002–2007). W latach 2007–2010 sprawowała funkcję sekretarza stanu w Ministerstwie Rozwoju Regionalnego i Samorządności. Od stycznia do października 2011 była zastępcą sekretarza stanu w Ministerstwie Ochrony Środowiska i Rozwoju Regionalnego. 25 października 2011 została ministrem rolnictwa w trzecim rządzie Valdisa Dombrovskisa.
Była członkinią Partii Ludowej, następnie pozostawała bezpartyjna. 5 stycznia 2014 wstąpiła do partii Jedność, tego samego dnia została wysunięta jako kandydatka na funkcję nowego premiera. Następnego dnia prezydent Andris Bērziņš powierzył jej misję sformowania nowego rządu. 22 stycznia 2014 większością 64 głosów Sejm zatwierdził Laimdotę Straujumę na stanowisku premiera. Została tym samym pierwszą w historii kobietą na tym urzędzie.
W wyborach parlamentarnych w tym samym roku uzyskała mandat posłanki do Saeimy. 5 listopada 2014, po uzyskaniu wotum zaufania, rozpoczął urzędowanie jej drugi gabinet. 7 grudnia 2015 na skutek konfliktów w koalicji podała się do dymisji, która została przyjęta przez prezydenta Łotwy Raimondsa Vējonisa. Sprawowała funkcję premiera do 11 lutego 2016. Powróciła następnie do wykonywania mandatu poselskiego. W 2018 podjęła decyzję o niekandydowaniu w wyborach parlamentarnych przewidzianych na jesień tego samego roku, kontynuując jednocześnie działalność partyjną.
Odznaczona m.in. Krzyżem Uznania II klasy.

## Życie prywatne
Laimdota Straujuma jest rozwiedziona, ma dwóch synów.